# Roger Gaillard (homme politique)
Pour les articles homonymes, voir Roger Gaillard et Gaillard.
Roger Gaillard  (né le 4 mars 1904 à Saint-Quentin et mort à Paris le 23 février 1947) est syndicaliste et militant communiste français, dirigeant des Jeunesses communistes, membre du Comité central du Parti communiste français (PCF) de 1926 à 1929, membre de la commission exécutive de la CGTU de 1927 à 1929 et exclu du PCF en 1933. Au sein du PCF, et notamment dans son ouvrage Les Cellules communistes d'usine (1924), il a développé une théorie pour une nouvelle organisation des cellules communistes dans les usines.

## Biographie
En 1921, il est employé au magasin de gros des coopérateurs. Cette même année, il est élu trésorier du Comité d'entente des Jeunesses communistes de la Seine et entre au Comité national des Jeunesses communistes (JC). En septembre 1921 il est élu secrétaire de la section de la XXe Union régionale des syndicats ouvriers de la CGTU.
En 1922, au congrès de Montluçon des JC, il entre au Conseil d'administration des JC et à la commission du journal l’Avant-Garde. En septembre, la Fédération communiste de la Seine l'élit à son comité fédéral. Il participe encore au 1er congrès de la CGTU, à Saint-Étienne. 
En 1923, il aurait été mis à l'écart et remplacé à la tête de la 4e Entente des JC et, en mai, au congrès de Lyon, il ne sollicite pas le renouvellement de son mandat de membre du comité national des JC. Deux mois plus tôt, il avait été inculpé pour provocation de militaires à la désobéissance, notamment. 
En 1924, il est, à nouveau, inculpé pour son action contre l'occupation de la Ruhr. La même année, en tant que dirigeant des Jeunesses communistes, il fait partie de la délégation française au Ve congrès de l'Internationale communiste à Moscou. Présent au congrès de Lyon du PCF, il intervient sur le manque d'unité du parti et les cellules d'usine. Le Bureau politique (BP) le charge de rédiger un projet de brochure sur ce dernier point. Il s'acquitte de cette tâche mais son nom disparaît de l'édition revue qui paraît. Cette même année, il est incorporé dans un régiment de chars, à Rouen, où il est, bientôt, nommé caporal.
Il est libéré en 1925 de ses obligations militaires. Le Bureau d'organisation du PCF le propose comme responsable de la section d'organisation. Mais, en décembre, il devient gérant de l’Avant-Garde. En juin 1926, lors du Ve Congrès du Parti communiste, il est nommé au comité central du parti. Condamné par défaut, en novembre 1926, à quinze jours de prison et 100 francs d'amende en raison de la publication d'un dessin publié dans l'Avant-Garde. Il gère, également, le Jeune bolchevik. En juin, le congrès de Lille du PCF l'élit membre du Comité central. En novembre, il est une nouvelle fois arrêté et condamné à huit mois de prison et à 500 francs d'amende. Au début de l'année, il avait été élu secrétaire de l'Union des syndicats CGTU de la Seine. 
En 1927, il est condamné à quatre mois de prison pour provocation de militaires à la désobéissance, mais refuse de se constituer prisonnier. Le congrès de Bordeaux de la CGTU l'élit à sa Commission exécutive. Toujours recherché, au 3e congrès de la XXe Union régionale, il expose une tribune sur la rationalisation qui sera relayée en une de L'Humanité. En 1928, il est arrêté et interné à la prison de la Santé. L'arrestation fait alors la une de L'Humanité du 5 février 1928, qui dénonce un « nouveau coup de force contre les syndicats unitaires » et d'« odieuses brutalités ». Le 14 février 1928 le député communiste Jean Laporte évoque l'affaire à la Chambre des députés en la qualifiant d'« odieuse et ridicule opération policière ».
En 1929, au congrès de Paris de la CGTU, il n'est pas présent et sa candidature n'est pas reconduite à la Commission exécutive. Un rapport de police indique qu'il cherche à se faire employer à  l'Humanité. La Révolution prolétarienne écrit qu'il est soupçonné de sympathies pour Renaud Jean et Jacques Doriot. Pour sa part, il critique l'organisation de la journée de lutte du 1er août. Il n'entre pas à l'Humanité et devient correcteur au Petit Journal. En mai, il est candidat aux élections municipales, à Paris. 
En 1931, il est secrétaire permanent de la section centrale coloniale du PCF. En 1932, il collabore avec Louis Aragon à la direction de la Ligue anti-impérialiste. Sa candidature est envisagée à Paris pour les élections législatives, mais, finalement, sa candidature n'est pas retenue. Et, en 1933, il est exclu du PCF. La Commission centrale de contrôle politique du parti communiste justifie l'exclusion en raison de l'absence de justifications fournies par Roger Gaillard concernant l'utilisation des fonds qui lui ont été confiés dans l'exercice de son mandat.
Durant la guerre, il est mobilisé en 1939, et en 1941, il accepte de collaborer dans les services de l'Information du gouvernement de Vichy. Il meurt en 1947 au moment où il doit être arrêté.

## Œuvres
- Les Cellules communistes d'usine (1924)
- Roger Gaillard, « Le plan d'action coloniale de l'impérialisme français », Cahiers du bolchévisme : organe théorique du Parti communiste français (S.F.I.C.), no Année 5 numéro 12,‎ décembre 1930, p. 1103-1107 (ISSN 1149-8277, lire en ligne, consulté le 13 décembre 2014).
- Roger Gaillard, « Un ministère de transition », Cahiers du bolchévisme : organe théorique du Parti communiste français (S.F.I.C.), no Année 6 numéro 2,‎ février 1931, p. 82-87 (ISSN 1149-8277, lire en ligne, consulté le 13 décembre 2014).
- Roger Gaillard, « De l'exposition de Vincennes à la réalité coloniale », Cahiers du bolchévisme : organe théorique du Parti communiste français (S.F.I.C.), no Année 6 numéro 6,‎ juin 1931, p. 460-467 (ISSN 1149-8277, lire en ligne, consulté le 13 décembre 2014).
- Roger Gaillard et Parti communiste français, « La menace impérialiste contre la révolution chinoise », L'Humanité, no 11582,‎ 30 août 1930, p. 3 (ISSN 0242-6870, lire en ligne, consulté le 13 décembre 2014).